# Satilatlas carens
Satilatlas carens là một loài nhện trong họ Linyphiidae. Loài này được phát hiện ở Canada.